# NGC 2305
NGC 2305 (другие обозначения — ESO 87-44, AM 0648-641, PGC 19641) — эллиптическая галактика в созвездии Летучей Рыбы. Открыта Джоном Гершелем в 1834 году.
В 2011 году вблизи галактики вспыхнула сверхновая 2011fn типа Ia либо Ic, но возможно, что родительской галактикой этой сверхновой являлась не NGC 2305. Галактика NGC 2305 образует разделённую пару с NGC 2307 с общим названием RR 143, расстояние между галактиками составляет как минимум 51 кпк. Сплюснутость внутренних областей галактики больше, чем внешних. По параметрам балджа и диска эта галактика похожа на линзовидную, но малая скорость вращения предполагает, что она всё же относится к эллиптическим.
Этот объект входит в число перечисленных в оригинальной редакции «Нового общего каталога».